# Người Sachsen Transilvania
Người Sachsen Transilvania (tiếng Đức: Siebenbürger Sachsen; tiếng Hungary: Erdélyi szászok; tiếng Romania: Saşi) là một nhóm người thuộc sắc tộc Đức đã định cư ở Transilvania (tiếng Đức: Siebenbürgen) từ thế kỷ 12 trở đi.
Cuộc khai phá Transilvania của người Đức được bắt đầu bởi vua Géza II của Hungary (1141–1162). Trong nhiều thập kỷ, nhiệm vụ chính của những người định cư Đức là phải bảo vệ biên giới phía đông nam của Vương quốc Hungary. Công cuộc khai phá đó tiếp tục đến cuối thế ky thứ 13. Dù những người định cư hầu hết đến từ phía tây Đế quốc La Mã Thần thánh và chủ yếu nói phương ngữ Franconian, nhưng họ được gọi chung là người Sachsen vì người Đức đang làm việc cho văn phòng lãnh sự Hungary. Trong phần lớn lịch sử của mình, những người Sachsen này nắm giữ một địa vị được ban đặc quyền cùng với các quý tộc Hungary và người Székely Transilvania.
Sau năm 1918, sau hiệp ước Trianon, Transilvania trở thành một phần của România, người Sachsen Transilvania, cùng những nhóm nói tiếng đức khác ở quốc gia Romania vừa được mở rộng (gồm người Banat Swabia, Sathmar Swabia, người Đức Bessarabia, người Đức Dobrudja, người Đức Bukovina) trở thành một phần của sắc tộc thiểu số Đức ở Romania. Dân số người Sachsen Transilvania đã giảm từ chiến tranh thế giới thứ II. Người Sachsen Transilvania đã bắt đầu rời khỏi Transilvania trong và sau thế chiến thứ 2, định cư đầu tiên ở Áo, đặc biệt sau đó là ở Đức. Quá trình di cư ra ngoài tiếp tục trong thời kỳ chính phủ Cộng sản nắm quyền ở Romania, và đại đa số người Sachsen Transilvania ngày nay sống ở Đức. Một phần lớn dân số người Sachsen Transilvania đượcũng cư trú ở Mỹ ngày nay, đặc biệt tại Idaho, Ohio và Colorado và ở phía nam Ontario, Canada. Rất ít người vẫn còn sống ở România, nơi mà cuộc điều tra dân số chính thức mới nhất có khoảng 60.000 người Đức được ghi nhận, con số đó cung bao gồm cả người Đức Banat Swabia và Sathmar Swabia.

## Những cuộc định cư thời trung cổ (Ostsiedlung)

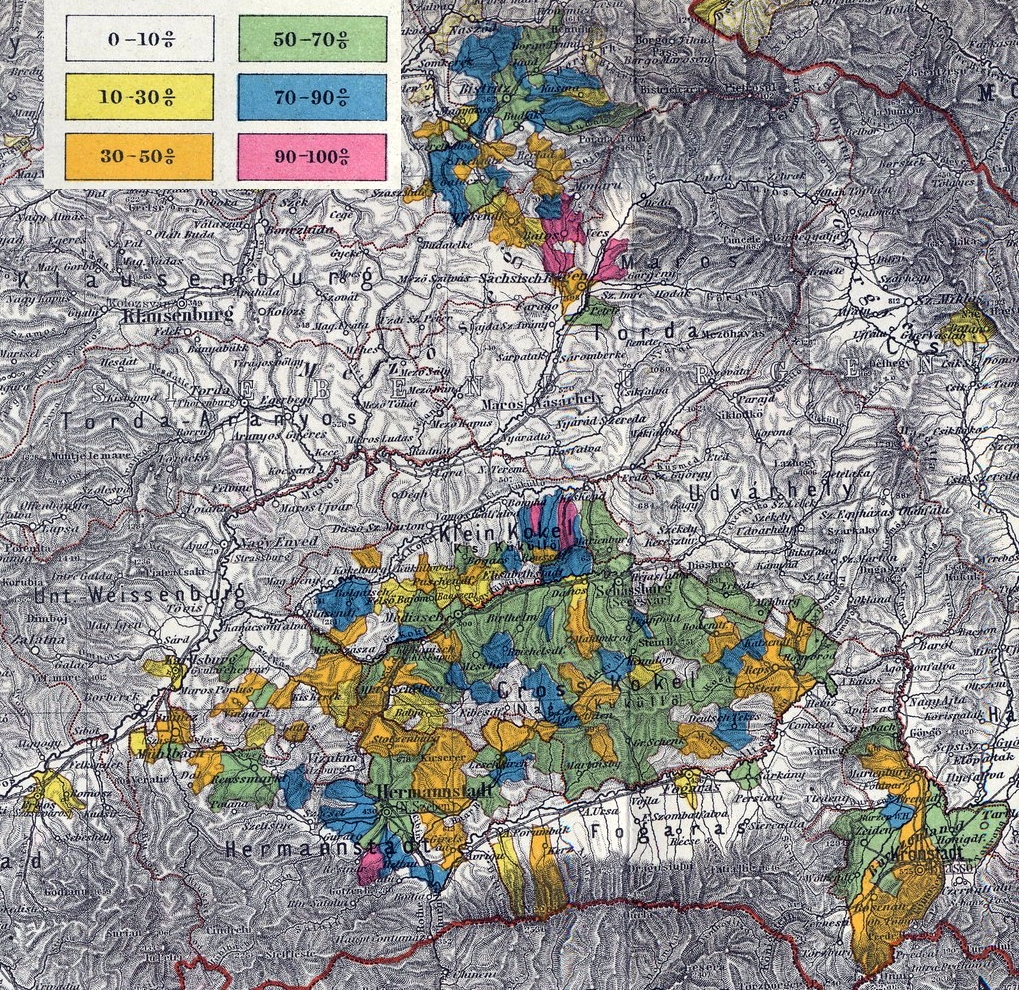
các khu định cư Sachsen ở Transilvania

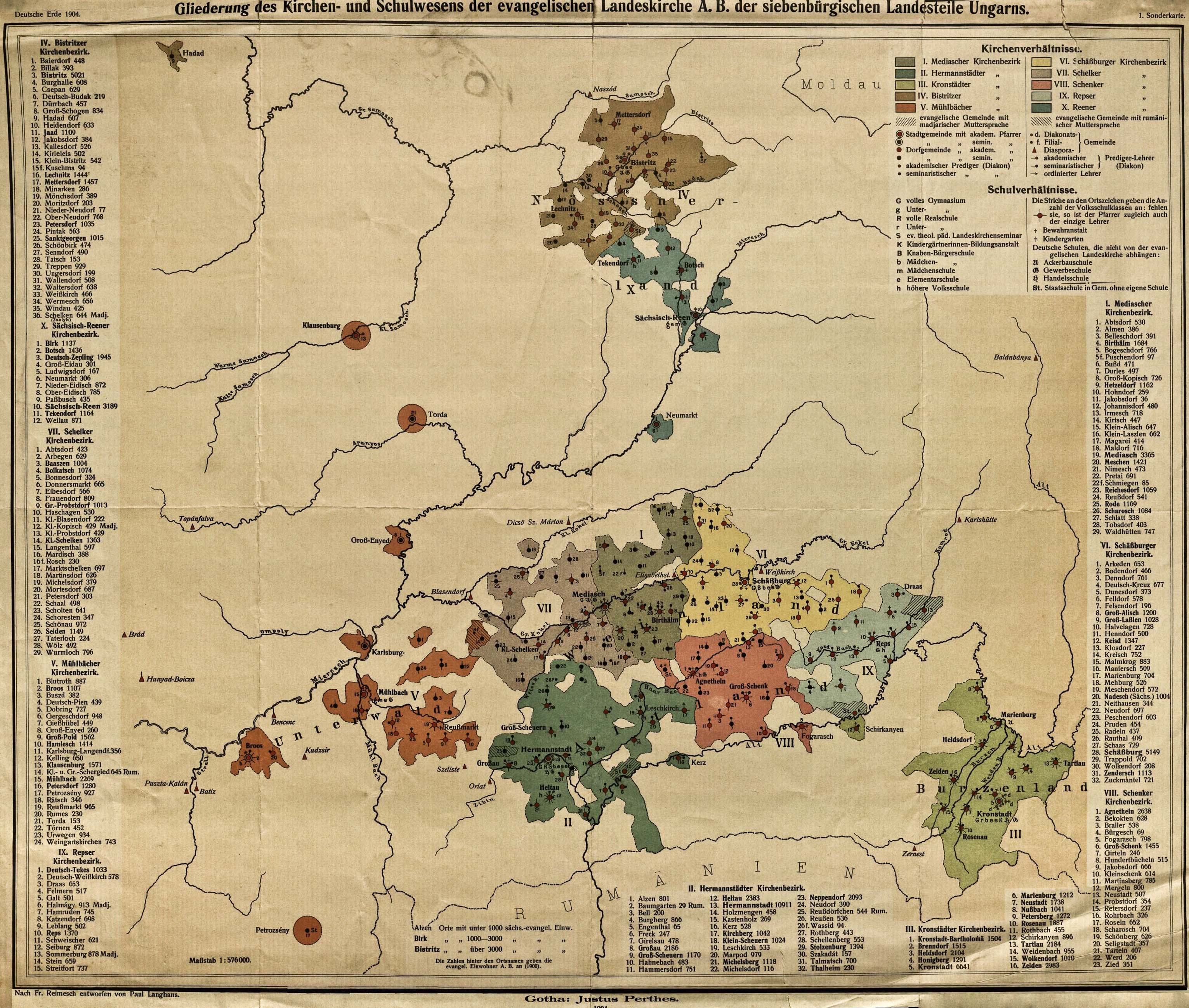
trường học và nhà thờ phái Luther ở Transilvania (năm 1904)

Giai đoạn đầu của cuộc định cư Đức bắt đầu vào giữa thế kỷ thứ 12 cùng những người định cư di chuyển đến nơi mà sẽ trở thành Altland hay Hermannstadt Provinz (Szeben)(tỉnh Sibiu), được đặt ở quanh thành phố Hermannstadt (Sibiu). Mặc dù nguyên nhân đầu tiên cho lời mời của Géza II là bảo vệ biên giới cùng với người Szekely chống lại những kẻ xâm lược, nhưng người Đức còn phải được yêu cầu thông thạo khai mỏ và những kỹ năng phát triển kinh tế của vùng này. Hầu hết những người định cư thời kỳ này đến từ Luxembourg và vùng Sông Moselle.
Gai đoạn hai của cuộc định cư Đức diễn ra vào đầu thế kỷ 13 gồm những người định cư hầu hết đến từ Rhineland, những miền thấp phía nam, và vùng sông Moselle, cùng với những nhóm khác đến từ Thuringia, Bavaria, thậm chí đến từ Pháp. Một vùng định cư ở phía đông nam Transilvania được đặt trung tâm ở thành phố Nösen, thành phố Bistritz (Bistriţa) muộn hơn, nằm trên sông Somes. Vùng xung quanh được gọi là Nösnerland. Cuộc định cư được tiếp tục từ đế chế này đã mở rộng vùng định cư của người Sachsen xa hơn về phái đông. Những người định cư con cháu từ vùng Hermannstadt đã lan tỏa đến châu thổ sông Hârtibaciu (Harbachtal) và chân núi Cibin (Zibin) và Sebeş (Mühlbacher). Vùng cuối cùng, trung tâm ở Mühlbach (Sebeş) được gọi là Unterwald. Về phía bắc Hermannstadt được định cư ở vùng Weinland gần Mediasch (Mediaş).
Năm 1211 vua András II của Hungary đã mời các hiệp sĩ Teuton đến định cư và bảo vệ Burzenland ở góc phía đông nam Transilvania. Để bảo vệ con đường núi độc đạo của dãy Carpath (Karpaten) chống lại người Cuman, các hiệp sĩ này đã xây dựng nhiều thành trì và khu dân cư, gồm cả thành phố chính yếu Kronstadt (Braşov). Công cuộc khái hóa vùng Burzenland gồm hầu hết những người định cư từ Altland. Bị sợ hãi bởi quyền lực mở rộng nhanh chóng của các hiệp sĩ, năm 1225 Andrew II đã trục xuất dòng tu này, họ từ đó trở đi đã di chuyển đến Phổ năm 1226, dẫu vậy những người định cư vẫn ở lại Burzenland.
những vùng biên giới phía đông trung cổ của vương quốc Hungary do đó được bảo vệ ở phía đông bắc bởi người Sachsen Nösnerland, ở phía đông bởi Bộ Tộc Bảo vệ Biên Giới Hungary Szekely, ở phía đông nam bởi các thành trì được xây dựng bởi các hiệp sĩ Teuton và người Sachsen Burzenland, và ở phía nam bởi người Sachsen Altland.

## Tổ chức thời trung cổ

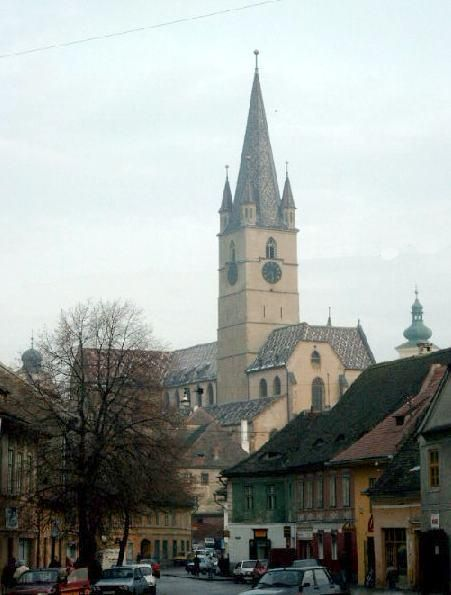
nhà thờ Luther ở Sibiu (Hermannstadt)

### Tổ chức hợp pháp

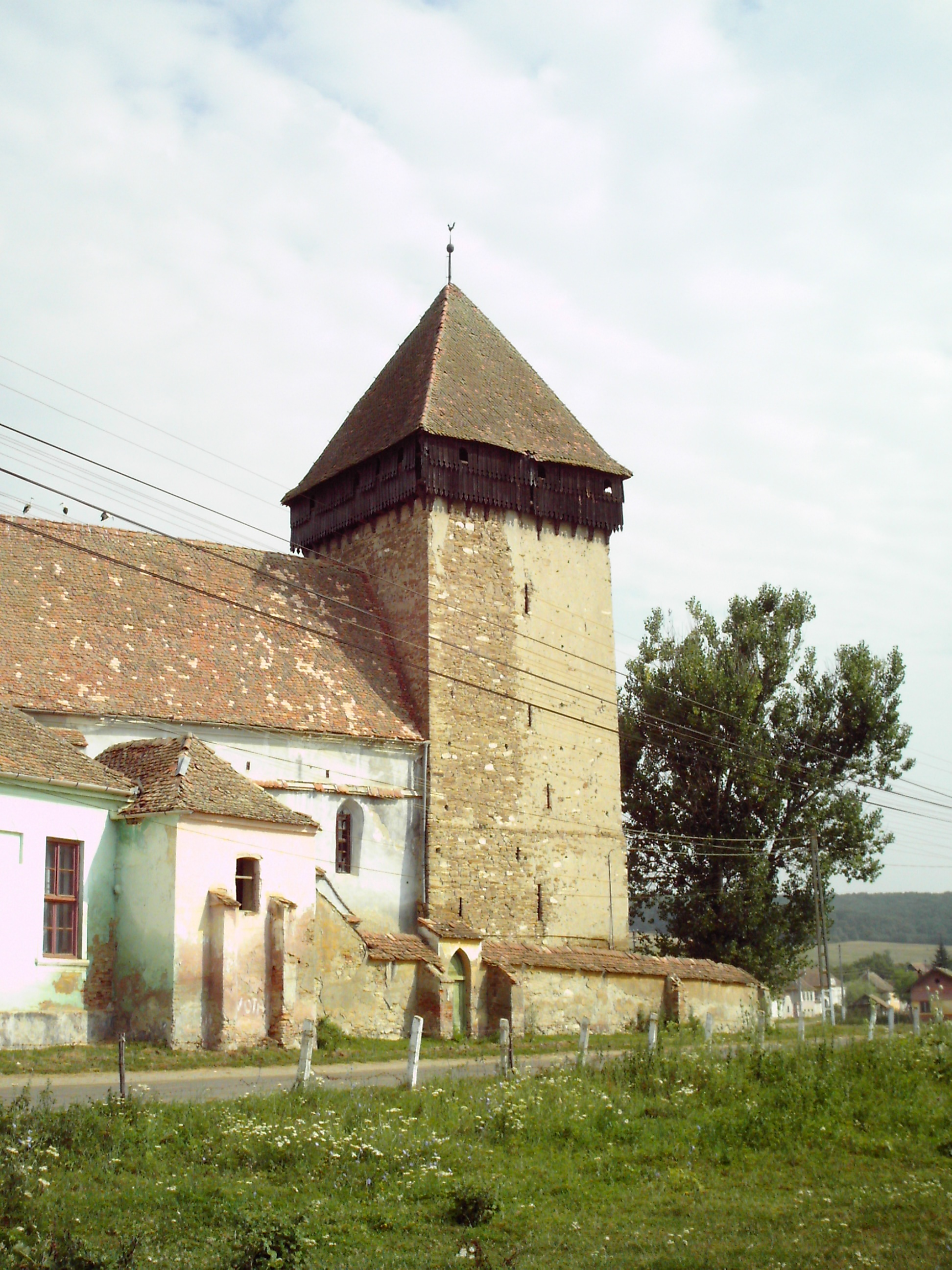
nhà thờ Sachsen có tháp chuông được kiên cố hóa ở Netuş

Mặc dù các hiệp sĩ đã rời khỏi Transilvania, nhưng người định cư Sachsen vẫn ở lại, và các vua Hungary cho phép họ giữ lại những quyền lợi và nghĩa vụ được ghi trong văn kiện Andreanum năm 1224. văn kiện này đã ban cho cư dân Đức lãnh thổ từ Draas (Drăuşeni) đến Broos (Orăştie) cả tự trị về hành chính lẫn tôn giáo và những nghĩa vụ với các vua Hungary. Lãnh thổ được định cư bởi người Đức được bao phủ trên một diện tích khoảng 30,000 km². Trong triều đại của vua Charles I của Hungary (hầu như chắc chắn trong khoảng thời gian 1325-1329), người Sachsen được tổ chức thành các ghế Sachsen.

### Tổ chức tôn giáo
Cùng với dòng tu Teuton, những tổ chức tôn giáo khác quan trong cho sư phát triển của các cộng đồng Đức là những tu viện Cistercian ở Igrisch (Igriş) thuộc vùng Banat và Cârţa tại Fogarasch (Făgăraş).
Tổ chức tôn giáo cổ xưa nhất của người Sachsen là Provostship ở Szeben/Hermannstadt, được thành lập ngày 20 tháng 12 năm 1191. Vào những năm tháng đầu tiên của nó, nó bao gồm lãnh thổ thuộc Hermannstadt, Leschkirch (Nocrich), và Groß-Schenk (Cincu), những vùng đó được khai phá sớm nhất bởi người Đức trong khu vực.

## Tầng lớp được ban đặc quyền
Cùng với giới quý tộc Transilvania (phần lớn là người Hungary) và Szekly, giới quý tộc người Sachsen Transilvania là những thành viên của Unio Trium Nationum, hay "Liên minh 3 dân tộc", ký năm 1438. bản hiệp ước này bảo vệ những quyền lợi chính trị cho cả ba nhóm và loại bỏ phần lớn nông dân người Romania khỏi đời sống chính trị.
Trong thời kỳ Cải cách Kháng Cách, toàn bộ người Sachsen Transilvania đã cải đạo sang giáo hội Luther. Vì công quốc bán-độc lập Transilvania là một trong những thực thể nhà nước khoan dung nhất về mặt tôn giáo ở châu âu, nên người Sachsen được cho phép đi theo tôn giáo của mình. Nhà Habsburg đã thúc đẩy công giáo La Mã cho người Sachsen trong Phong trào chống cải cách, nhưng đa số vẫn theo đạo Luther.
Cuộc chiến tranh giữa chế độ quân chủ Habsburg cùng Hungary chống lại đế chế Ottoman từ thế kỷ thứ 16 đến 18 đã làm giảm dân số của người Sachsen Transilvania. Khi công quốc Transilvania nằm dưới sự thống trị của Habsburg Áo, một giai đoạn định cư ngắn hơn được khởi đầu, điều mà đã giúp đem lại sức sống mới cho người Sachsen. Giai đoạn này gồm có những tín đồ tin lành bị lưu đày từ Thượng Áo đến Hermannstadt. Người Đức đã phụng sự với tư cách là những viên chức hành chính và những người lính, đặc biệt là trong những cuộc chiến tranh của chế độ quân chủ Habsburg chống lại người thổ nhĩ kỳ Ottoman. Hermannstadt có người Đức cư trú (ngày nay là Sibiu) là một trung tâm văn hóa quan trọng bên trong Transilvania, trong khi Kronstadt (ngày nay là Brasov) là một trung tâm chính trị thiết yếu đối với người Sachsen.